# 오재미
오재미(1956년 2월 26일~)는 1987년 KBS의 개그콘테스트를 통하여 데뷔한 대한민국의 코미디언이며, 인천해양과학고등학교를 졸업하였다. 세간에는 오서방이라는 캐릭터로 널리 알려져 있다.

## 일화
오재미는 2012년 2월 2일 방영된 KBS 2TV의 예능방송인 《해피투게더》에 출연하여 술 때문에 생긴 자신의 일화를 소개하였다. 일화의 내용은 오재미가 인기가 많던 시절 대한민국의 제13대 대통령인 노태우에게 저녁 식사를 초대받아서 갔는데, 초대받았을 당시 약속 시간이 8시였고, 오재미는 방송 때문에 40분 늦게 도착을 하였다. 도착을 하니 노태우는 대통령과의 약속에 늦는 사람이 어디 있느냐고, 벌주로 양주 3잔을 주었다라고 소개하였다. 오재미는 대통령 앞이라서 너무 긴장이 되었다고 전하며, 안주도 눈앞에 있는 나물만 먹었고 숟가락질도 군인처럼 절도 있게 하였다라고 소개하였다. 또 오재미는 나중이 되어서는 점점 술기운이 올랐다고 하며, 경호원들을 웨이터라고 불렀다고 소개하였다.

## 학력
- 인천해양과학고등학교 졸업

## 출연 작품

### 텔레비전
- 1983년~1992년 《유머 1번지》 - 탱자 가라사대, 내일은 챔피언.
- 1987년~1991년 《쇼 비디오 자키》 - 도시의 천사들, 벤허의 후보들.
- 1991년~1994년 《한바탕 웃음으로》 - 봉숭아 학당
- 1992년, 1993년, 1998년, 2003년, 2007년 《가족오락관》 - 게스트
- 1996년 《TV는 사랑을 싣고》 - 게스트

### 영화
- 2018년 《조선명탐정: 흡혈괴마의 비밀》 - 갑돌이 역
- 2000년 《공포 특공대》
- 1992년 《번개 삼총사와 오서방 2》 - 오서방 역
- 1992년 《번개 삼총사와 오서방 화이팅》 - 오서방 역
- 1992년 《오서방 서울 나들이》 - 오서방 역
- 1992년 《오서방과 미녀 형사대》 - 오서방 역
- 1992년 《영구와 흡혈귀 드라큐라》 - 오서방 역

### CF
- 유유 개비콘(1988년) - 임하룡, 김정식과 함께 출연.
- 오리온 새알 초콜렛(1989년)
- 롯데제과 소나타 초코바(1991년) - KBS 유머1번지 - 내일은 챔피언 팀으로 출연
- 롯데푸드 삼강 자이언트(1992년) - 배동성, 이경애와 함께 출연.

## 수상
- 1995년 한국방송대상 《남자 코미디언상》(6호)
- 1994년 KBS코미디대상 《대상》
- 1993년 KBS코미디대상 《남자연기상》
- 1992년 KBS코미디대상 《남자연기상》
- 1991년 KBS코미디대상 《인기상》
- 1989년 KBS코미디대상 《남자신인상》